# Earnley
Earnley est un village et une paroisse civile du Sussex de l'Ouest, en Angleterre. Il est situé à 6 km au sud-ouest de la ville de Chichester, sur le littoral de la Manche. Administrativement, il relève du district de Chichester. Au recensement de 2011, la paroisse d'Earnley, qui comprend également les localités voisines d'Almodington, Batchmere et Somerley, comptait 459 habitants.